# Łamliwość źdźbła zbóż i traw
Łamliwość źdźbła zbóż – grzybowa choroba zbóż i traw. Jest wywoływana przez dwa gatunki patyczniaków: Oculimacula acuformis i Oculimacula yallundae. Może powodować znaczną utratę plonu. Ochrona polega na prawidłowej agrotechnice: wysiewaniu mniej podatnych odmian, wykonywaniu uprawy płużnej i stosowaniu zmianowania.

## Występowanie
Łamliwość źdźbła zbóż jest jedną z chorób podsuszkowych. Atakuje pszenicę, pszenżyto, żyto i jęczmień oraz wiele rodzajów traw
. W Polsce jest dość powszechna. Często występuje wraz z ostrą plamistością oczkową (rizoktoniozą zbóż). Naukowcy z Uniwersytetu Technologiczno-Przyrodniczego w Bydgoszczy stwierdzili korelację między tymi chorobami. Mianowicie w latach dużego nasilenia łamliwości źdżbeł zbóż rizoktonioza występowała w mniejszym nasileniu, i odwrotnie.

## Objawy
Pierwsze objawy można zauważyć jesienią, a są to podłużne, brunatne nekrozy, które występują na koleoptylu, a później też i na pochwach liściowych. Wiosną objawy są dużo bardziej widoczne, występują podczas strzelania w źdźbło lub dopiero podczas kłoszenia. Najpierw na pochwach liściowych, a następnie na dolnych międzywęźlach pojawiają się medalionowe, kremowo-brunatne plamy. Od zdrowej tkanki oddzielone są brunatną obwódką. W miarę rozwoju choroby plamy łączą się i obejmują cały obwód źdźbła, co wywołuje zaburzenia w przepływie wody i składników pokarmowych. Objawami pośrednimi są: przedwczesne dojrzewanie oraz wyleganie. Na wewnętrznych ścianach źdźbła oraz w miejscu występowania medalionowych plam można zauważyć białoszarą grzybnię.

## Etiologia
Choroba jest wywoływana przez dwa blisko spokrewnione gatunki: Oculimacula acuformis i O. yallundae. Różnią się one pewnymi cechami:
| Cechy                              | O. acuformis      | O. yallundae       |
| ---------------------------------- | ----------------- | ------------------ |
| Patogeniczność wobec               | pszenicy i żyta   | pszenicy           |
| Szybkość wzrostu grzybni (mm/dobę) | 0,28-0,72         | 1,15-1,62          |
| Szybkość penetracji tkanek roślin  | mała              | duża               |
| Rozwój w tkankach                  | wewnątrzkomórkowy | międzykomórkowy    |
| Brzeg kultur na pożywkach          | pierzasty         | regularny          |
| Kształt zarodników konidialnych    | zwykle proste     | proste lub wygięte |
| Wymiary konidiów                   | 42-120 × 1,2-2,3  | 35-80 × 1,5-2,5    |
| Formy odporne na benzimidazole     | liczne            | nieliczne          |

Oba gatunki są pasożytami względnymi.

## Epidemiologia
Grzyby z rodzaju Oculimacula zimują na resztkach pożniwnych i oziminach. Źródłem infekcji pierwotnej są zarodniki konidialne i askospory, dodatkowo również grzybnia i sklerocja. Na roślinach w miejscu przebarwień rozwija się stadium konidialne. Trzonki konidialne wyrastają w luźnych skupieniach, choć mogą wyrastać też i pojedynczo. Powstające na nich konidia są wielokomórkowe, wydłużone, zwężające się ku górze, proste lub lekko wygięte. Zarodniki konidialne rozprzestrzeniają się wraz z kroplami deszczu. Z konidiów wyrastają strzępki infekcyjne, które wnikają do koleoptylu i pochew liściowych. Zarodnikowaniu konidialnemu sprzyja temperatura na poziomie 2–10 °C oraz wilgotność rzędu 80–90%.
Czynniki abiotyczne zwiększające porażenie: wysoki poziom wód gruntowych, niskie pH, duża zawartość próchnicy, gleba ciężka. Epidemiczne występowanie łamliwości źdźbła zbóż może występować podczas ciepłych jesieni i późnowiosennych przymrozków oraz łagodnych zim i wczesnych wiosen.

## Szkodliwość

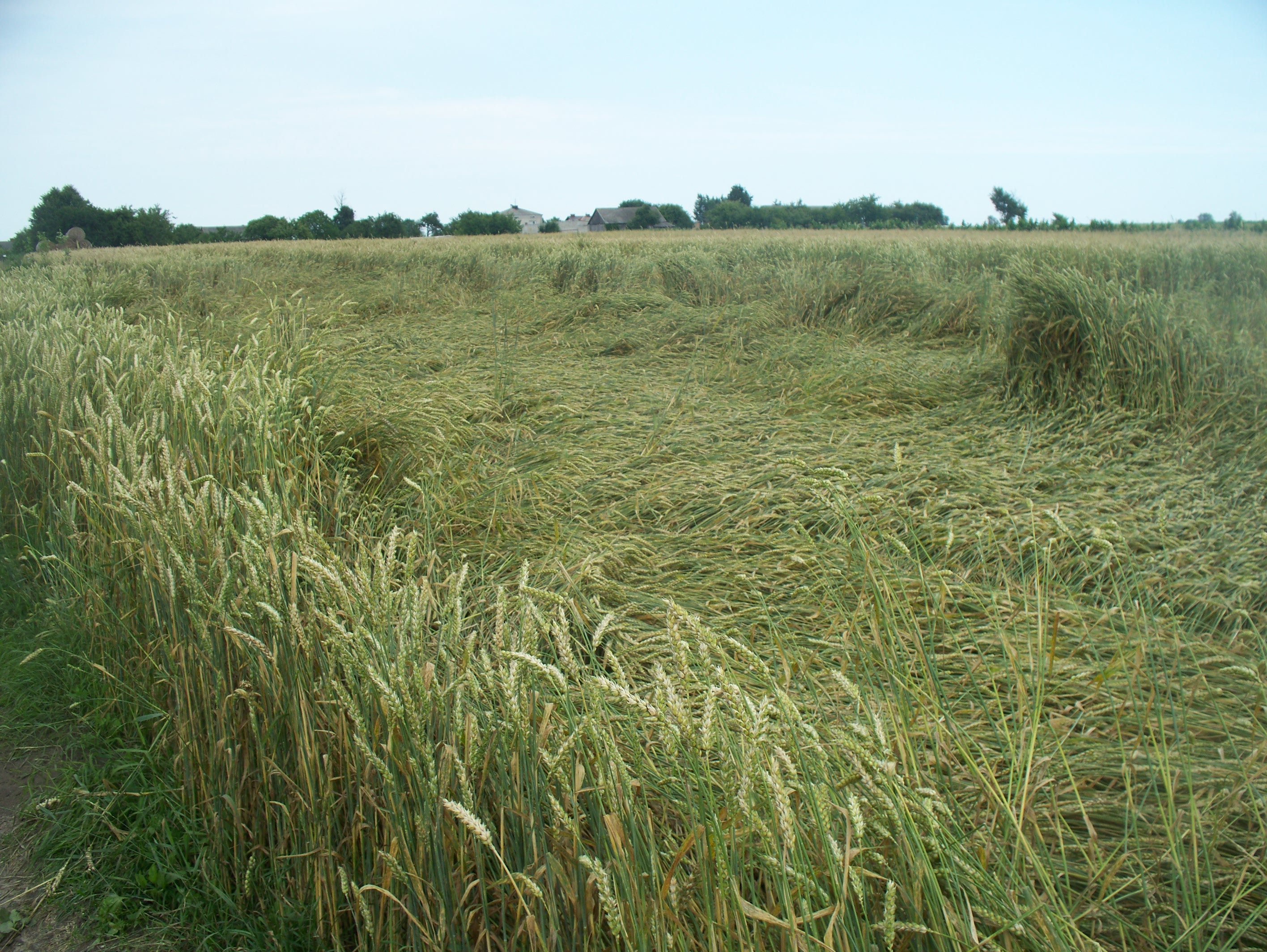
Łamliwość źdźbła zbóż – większa podatność na wyleganie, które zostało tu wywołane przez wiatr

Szkodliwość tej choroby polega na obumieraniu pojedynczych źdźbeł (nieraz całych roślin), zmniejszeniu ilości i masy ziarniaków, pośrednio wpływa na wyleganie zbóż. Próg ekonomicznej szkodliwości wynosi dla jęczmienia, pszenżyta i pszenicy 20–30% źdźbeł z pierwszymi objawami porażenia (BBCH 30-31). Wykazano, że choroba może powodować nawet 30% ubytku w plonie ziarna pszenicy i do 20% w plonie słomy. Zaatakowane żyto wydaje plon mniejszy o 10–20%, a jęczmień o 5–10%.

## Ochrona
Na ograniczenie łamliwości źdźbła zbóż wpływa zmianowanie, płużna uprawa roli, zaprawianie ziarna i opryskiwanie w fazie BBCH 30-32. Rejestrację przeciwko tej chorobie posiada jeden fungicyd.